# 대한민국 민법 제561조
대한민국 민법 제561조는 부담부증여에 대한 민법 채권법 조문이다.

## 조문
제561조(부담부증여) 상대부담있는 증여에 대하여는 본절의 규정외에 쌍무계약에 관한 규정을 적용한다.

第561條(負擔附贈與)  相對負擔있는 贈與에 對하여는 本節의 規定外에 雙務契約에 關한 規定을 適用한다.

## 판례
- 상대부담 있는 증여에 대하여는 민법 561조에 의하여 쌍무계약에 관한 규정이 준용되어 부담의무 있는 상대방이 자신의 의무를 이행하지 아니할 때에는 비록 증여계약이 이미 이행되어 있다 하더라도 증여자는 계약을 해제할 수 있고, 그 경우 민법 555조와 558조는 적용되지 아니한다[1]

## 같이 보기
- 부담부증여
- 쌍무계약